# Halichaetonotus littoralis
Halichaetonotus littoralis is een buikharige uit de familie Chaetonotidae. Het dier komt uit het geslacht Halichaetonotus. Halichaetonotus littoralis werd in 1971 voor het eerst wetenschappelijk beschreven door d’Hondt. 